# Anathulea nigriceps
Anathulea nigriceps – gatunek błonkówki z rodziny Pergidae.

## Taksonomia
Gatunek ten został opisany w 1900 roku przez Friedricha Konowa pod nazwą Thulea nigriceps. Jako miejsce typowe podano brazylijskie miasto São Leopoldo. Syntypem była samica. 

## Zasięg występowania
Ameryka Południowa, znany ze stanów Rio Grande do Sul i Santa Catarina w płd. Brazylii.